# Orchidoideae
Die Orchidoideae sind eine Unterfamilie der Orchideen (Orchidaceae).
Sie umfasst hauptsächlich diejenigen Orchideen mit einem einzigen fruchtbaren Staubbeutel, der aufgerichtet ist und keine Blätter unterhalb des Blütenstands ausbildet. Zusätzlich zu diesen Pflanzen sind aufgrund von DNA-Analysen auch die frühere Subfamilie der Spiranthoideae enthalten, jetzt als Tribus Cranichideae. Alle Arten der Orchidoideae haben daher nun gemeinsam:
- den (bodennahen) Lebensraum,
- sektile Pollen
- und aufgerichtete Staubbeutel.

## Tribus und Untertribus
Die Orchidoideae bestehen aus zwei Unterkladen, die die folgenden Tribus und Untertribus enthalten:
1.    
- Tribus Orchideae Verm.
  - Habenariinae Benth.
  - Orchidinae Verm.
- Tribus Diseae Dressler
  - Disinae Benth.
  - Satyriinae

2.
- Tribus Cranichideae
  - Cranichidinae
  - Goodyerinae
  - Pachyplectroninae
  - Prescottiinae Dressler
  - Spiranthinae Lindl. ex Meisn.
- Tribus Diurideae
  - Pterostylidinae
  - Chloraeinae
  - Acianthinae
  - Caladeniinae
  - Cryptostylidinae
  - Diuridinae Lindl. ex Meisn.
  - Drakaeinae
  - Prasophyllinae
  - Thelymitrinae